# Neomorphus radiolosus
Neomorphus radiolosus е вид птица от семейство Кукувицови (Cuculidae). Видът е застрашен от изчезване.

## Разпространение
Видът е разпространен в Еквадор и Колумбия.